# 蔡协斌
蔡协斌（1928年1月—1993年2月11日），江苏省海门市人。中华人民共和国政治人物。
早年担任华东建筑局、哈尔滨有色局一公司、湖北武汉第一冶金建设公司工人。1968年，任第十九冶金建设公司五公司革命委员会副主任、工会主任。1973年，升任四川省总工会主任。曾任中国共产党第九届、第十届中央委员会委员。1993年2月11日在武汉逝世。